# Oui la Bretagne
Oui la Bretagne est une coalition politique régionale structurée en 2015 à l'occasion des élections régionales en Bretagne.

## Programme et orientations
La coalition est située à gauche.
Elle promeut le rattachement de la Loire-Atlantique à la Bretagne.

## Historique

### Élection régionale de 2015 en Bretagne

#### Candidats
Les quatre sections de listes départementales regroupaient des adhérents des deux partis politiques fondateurs aussi bien que des personnalités non membres d'un parti politique: élus, militants du mouvement breton, écologistes, syndicalistes... Daniel Cueff, maire écologiste de Langouët, était tête de liste en Ille-et-Vilaine, Andrée Kerleguer-Viougea, élue UDB à Plérin, tête de liste pour les Côtes-d'Armor, Christian Troadec, maire de Carhaix et conseiller départemental, tête de liste dans le Finistère et tête de liste régionale, et Christian Derrien, maire de Langonnet, tête de liste dans le Morbihan.

#### Campagne
La campagne "Oui la Bretagne" est ouverte le 7 juillet à Auray, par Christian Troadec, après plusieurs mois de discussions entre les groupes fondateurs de la plateforme. Le Parti Breton n'y contribuera pas, annonçant d'abord soutenir Oui la Bretagne sans y prendre part puis menant sa propre liste.
Le premier évènement de campagne commence le 10 juillet: il s'agit d'une marche d'Auray à Saint-Brieuc,,, organisée par l'UDB Jeunes pour défendre les liaisons ferroviaires bretonnes. La campagne se poursuit durant l'été avec la distribution d'une carte postale, le collage des premières affiches et la création de comités locaux. Les listes sont dévoilées en septembre et le programme définitif fin novembre, avant un meeting à la salle de la Cité, à Rennes.
Les principaux thèmes de campagne sont l'emploi et le pouvoir de décision en région. Dans tous les domaines (transports, énergies, environnement, etc.), la liste prétend défendre la vie quotidienne des habitants et plus d'autonomie pour la Bretagne.

#### Résultats
Les sondages ont donné entre 8 et 10 % des voix à Oui la Bretagne,, jusqu'aux attentats de Paris qui centrèrent la campagne sur des questions de sécurité, de défense et d'immigration, éloignées des compétences des régions et donc des thèmes de campagne de la liste. Les résultats des sondages descendent alors à 6 % pour la liste autonomiste. Le résultat au premier tour est de 6,71 %, ce qui place Oui la Bretagne en quatrième position, devant Europe Écologie Les Verts mais derrière le Parti socialiste, la droite et le Front national. Au second tour, ni Christian Troadec ni l'UDB n'ont donné de consignes de vote en faveur d'une des trois listes restantes.

#### Partenariats
Oui la Bretagne était solidaire de la liste " Choisir nos régions - Réunifier la Bretagne" menée par Gilles Denigot dans la région Pays de la Loire,.

### Élections législatives de 2017
Oui la Bretagne annonce investir 37 candidats dans l'ensemble des circonscriptions de la Bretagne historique,. Finalement, 34 candidats issus de la société civile, du MBP ou de l'UDB seront effectivement investis. Au niveau hexagonal, ils se rattachent à la fédération Régions et peuples solidaires. Durant la campagne, un programme commun est publié. Christian Troadec (porte-parole du MBP) et Nil Caouissin (porte-parole de l'UDB) défendent notamment une complémentaire santé généralisée grâce à un modèle inspiré du Régime local de sécurité social d'Alsace-Moselle. Christian Troadec se présente sous la bannière de la plate-forme.